# Martin Weiss (podoficer SD)
Martin Weiss (ur. 23 lutego 1903 w Karlsruhe, zm. 1984 tamże) – SS-Hauptscharführer, zbrodniarz nazistowski, de facto zarządca wileńskiego getta, dowódca kolaboracyjnej litewskiej formacji Ypatingasis būrys, jeden z głównych wykonawców zbrodni w Ponarach.

## Młodość
Urodził się w Karlsruhe w rodzinie miejscowego hydraulika. Ukończył ośmioklasową szkołę powszechną, następnie zdał egzamin czeladniczy w specjalności instalacje grzewcze oraz dołączył do organizacji młodzieżowej Wandervogel. W latach 1923–1927 przebywał w Ameryce Południowej, gdzie pomagał bratu założyć farmę. Po powrocie do ojczyzny zdał egzamin mistrzowski i w związku ze śmiercią ojca przejął rodzinny interes. W 1930 r. ożenił się i spłodził trójkę dzieci.

## Kariera wojskowa
Do SS-Reiterei początkowo dołączył z powodu pasji jeździectwa, uzyskując w nim stopień SS-Rottenführera. 6 września 1939, w związku z trwającą kampanią wrześniową został przeniesiony do zmotoryzowanej jednostki kwatermistrzowskiej SS-VT z którą trafił na front we Francji. Zdemobilizowany w sierpniu 1940, wrócił do poprzedniej pracy.

## Działalność na okupowanej Wileńszczyźnie
Wiosną 1941 otrzymał przydział do Einsatzkommando 3, następnie w okresie między październikiem 1941 r. a lipcem 1944 r. pełnił funkcję oficera łącznikowego w referacie żydowskim urzędu komendanta policji bezpieczeństwa i SD w Wilnie oraz pełnił rolę koordynatora działań wobec miejscowej ludności żydowskiej i osadzonych w więzieniu na Łukiszkach.
Mimo niskiego stopnia (SS-Hauptscharführer) miał nieograniczoną przez zwierzchników władzę, przez co stał się de facto zarządcą wileńskiego getta. Wyróżniał się wyjątkowym okrucieństwem zarówno podczas egzekucji, jak i inspekcji posterunków przy bramie getta, które często kończyły się śmiercią kontrolowanych przechodniów.
W latach 1941–1943 dowodził złożonym z litewskich kolaborantów oddziałem specjalnym SD i policji bezpieczeństwa w Wilnie (Sonderkommando der Sipo und SD), znanym także pod litewską nazwą Ypatingasis būrys. Jednostka ta wymordowała około 80 tys. osób, w większości Żydów, podczas masowych egzekucji w podwileńskich Ponarach. Weiss bezpośrednio nadzorował przebieg tej zbrodni. Każdorazowo uczestniczył w większych egzekucjach, a ponadto zdarzało się, że osobiście kierował plutonem egzekucyjnym i własnoręcznie dobijał rannych.
W 1941 r. dowodzony przez Weissa oddział specjalny wymordował także kilkadziesiąt tysięcy Żydów w innych miejscowościach Wileńszczyzny: Niemenczynie, Nowej Wilejce, Oranach, Jaszunach, Ejszyszkach, Trokach, Siemieliszkach, Święcianach i Nowych Święcianach.

## Powojenne losy
Martin Weiss został po wojnie zatrzymany w Niemczech Zachodnich. Jego proces rozpoczął się 25 stycznia 1950 roku przed sądem krajowym w Würzburgu. Weiss został uznany winnym zamordowania siedmiu osób i pomocnictwa zabiciu 30 tys. osób w Ponarach. Wyrokiem z 3 lutego 1950 roku skazano go na karę dożywotniego pozbawienia wolności. W 1977 roku został w drodze łaski zwolniony z więzienia.